# 四人将棋
四人将棋（よにんしょうぎ）とは、将棋盤と将棋の駒を使って四人で遊ぶボードゲームの一種である。

## ルール

図1

- 盤は将棋と同じ、縦横9マス、計81マスを使う。
- 最初にある1人分の駒は玉将（玉、王）1枚、飛車（飛）1枚、金将（金）2枚、銀将（銀）2枚、歩兵（歩）3枚の五種類、計9枚で、本将棋で使われる桂馬、香車、角行が省かれる。駒の動かし方は本将棋と同じで、王と金以外は対面の陣地三段目以内（敵陣）に進むと「成駒」にできる。
- 初期状態では図1のように駒を配置する。玉将と飛車が4枚、金将と銀将が8枚ずつ必要なため、一般の将棋の駒を利用する場合は2セット必要となる。
- 手番は時計回りに移る。ただし、王手がかかった場合は、王手をかけられた人に手番が移る。
- 一回の指し手で複数の相手に同時に王手をかけることが出来る。2人に同時に王手をかけることを双王手、3人に同時に王手をかけることを三王手という。双王手・三王手の場合は、王手された対局者の中で指し手から時計回りに見て近い人から指す。
- 飛び道具が飛車以外に存在しない関係上、空き王手が発生することが本将棋よりも少ない。局面によってはある対局者の飛車とその他の対局者の王将の間にある自駒を自分の手番で移動させることで、手番でない対局者による空き王手が発生し得る。
- 自分の駒を動かすとき、移動先に他の人の駒があればその駒を捕獲し、自らの持ち駒にできる。持ち駒は自分の手番に、一つ盤上に置ける。
- 詰みになったら負けとなり、玉将を裏返す。この裏返しの玉将を裏王といい、誰も動かせない障害物として盤上に残る。他の駒は、これを避けて動かなければならない。また、詰まされた対局者の持ち駒は詰ました者の持ち駒となり、詰まされた対局者の盤上に残った駒は他の対局者にただ取られるに任せる。
  - 持ち駒の歩を、裏王の1マス前に打つことは禁止（すでに盤上にある歩をそこに進めるのは構わない）。
- 将棋と同様、二歩、打ち歩詰め、行き所のない駒（例えば、歩を敵陣の最後列に打つこと）は禁止。
- ゲームはシングルスとダブルスがあり、シングルスは4人全員が敵同士で最後まで詰まされなかった対局者が優勝となる（発案当時：現在は2人敗退で終了。詳細は後述「歴史」の通り）。ダブルスの場合は向かい合った人同士でペアを組み、どちらか一人が詰まされた時点で試合終了。
  - ダブルスの場合、ペアの相手に王手をしても無視して続行とする場合と、王手をすることを禁じる場合とがある。
    - ペア内での王手を禁止する場合は、自分の玉がペアの駒の利き筋に進入することも認められない。
    - 敵チームの飛車と自チームの王将の間にある自駒を自分の手番で移動させることは、可能である。その場合は、自チームの者に手番が移り、そこで王手を回避する。これは、同一チーム内で手番が連続することになる唯一のケースである。

## 歴史
財団法人平田市地域経済振興センター（当時）が公開したWebサイトの記述によれば、1993年、島根県平田市（現出雲市）の市役所にて考案されたものである。
同市の太田満保市長（当時）の本将棋の腕前が高く、市役所職員が全く歯が立たなかったことがきっかけで発案されたという。
その後四人将棋のルール、戦法などをまとめた本である、『四人将棋入門』が発売され、将棋会館の売店でも四人将棋セットが発売された。
また、スーパーファミコン（SFC）ソフト『4人将棋』も発売されている。
このゲームソフトのルールでは、前記のルール“シングルは4人全員が敵で最後まで詰まされなかった人が勝ち。”ではなく、2人が詰まされた時点で終了となる。
- この場合、最初に詰まされた人が最下位、2番目に詰まされた人が3位、など下位2人は極めて単純に決定される。 残った2人の内、1人が下位2人を詰ませていれば1位、2人が それぞれ1人ずつ詰ませていれば盤上および駒台の持ち駒（大駒・小駒に関係なく）全ての枚数が多い方が上位（：1位）となる（必ずしも、最初に誰かを詰ませた人が1位になるとは限らない）。最初に詰ました人が、その後別の人に詰まされた場合は、残り2人のうち、詰ませた人が1位、詰めも詰まされもしなかった人が2位となる。詰まされた1人とタイム・アップで1人（別々に）敗退した2人が出た場合は、詰ませた1人が上位となる。 また、2人がタイム・アップで敗退したり、詰ませた1人がタイム・アップで自滅（詰まされた人＝最下位、タイム・アップの人＝3位）、などの場合は前述“残った2人の総持ち駒”のルールに準ずる。
- 対局の迅速化をはかり、またプレーヤーが2名になると四人将棋本来の面白みが損なわれる面があるため、このルールを採用される事が多くなってきている。ただし、この「2人敗退」ルール自体はSFCソフトが初出（オリジナル）である。

## その他の四人将棋

### 漫画『こちら葛飾区亀有公園前派出所』において

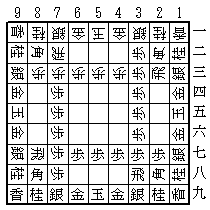
図2

1991年の週刊少年ジャンプに掲載された漫画『こちら葛飾区亀有公園前派出所』（コミックス第73巻収録第6話）に、両津、中川、麗子、寺井の4人で四人将棋をするシーンがある。駒の初期配置は図2のようになっており、2八銀（角取り）などのように初手から駒を取ることや、7七角と初手から王手をかけることもできる。

### テレビ番組『四神将棋』において

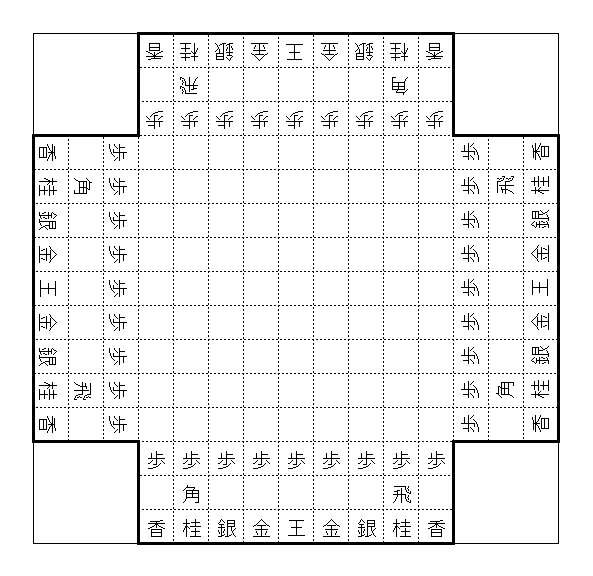
図3

2016年12月27日から不定期に放送されているBSフジのテレビ番組『四神将棋』では、図3の配置で行われている。通常の9×9の将棋盤の外側に3段（3×9）増設され（言い換えれば15×15の盤から四隅3×3を切り取った形）、その部分が各員の自陣として通常の将棋と同じ駒配置がなされる。

通常の将棋と比較すると（正面の）敵陣との間隔が3段から9段となり3倍の距離があるため、単純に歩を突いて攻めようとすると時間がかかる。そのため飛車や角、香車など移動距離が無限の駒が非常に重要となっているため、番組中ではこれによる攻めと守りの両立や意表をついた動きが見られ様々なドラマを生んでいる。その他、「将棋盤が拡張されているため（左右の敵を攻める場面など）二歩が発生しにくい（同様に、6枚の歩得が発生して、ようやく全ての筋に歩を打つ事が可能となる）」「通常通りの駒配置で開始するため振り飛車や矢倉囲いなど通常の将棋同様の囲いや戦術を使用できる」などといった点が他の四人将棋と異なる。

四神将棋の項も参照